# Anaxander van Sparta
Anaxander (Grieks: Άνάξανδρος), was een Spartaanse koning van 640 tot 615 v.Chr. Hij was de twaalfde koning van de Agiaden. Hij was de zoon en opvolger van Eurycrates, en werd zelf opgevolgd door zijn eigen zoon Eurycratides. Hij was getrouwd met Leandris.
In 640 v.Chr. begon een opstand van de onderworpen Messeniërs, die later bekend zou worden als de Tweede Messenische Oorlog. Tegenover Sparta stond een alliantie van Messenië, Orchomenos en Pisa, die geleid werd door de mythische vrijheidsstrijder Aristomenes. De Spartanen slaagden erin om de opstand neer te slaan, maar daar deden ze wel meer dan 17 jaar over. Na de oorlog behield Messenië enkel nog de controle over de kustgebieden.
Volgens de Griekse dichter Pausanias won Anaxander ooit de wagenrennen op de Olympische Spelen.